# Piața Universității

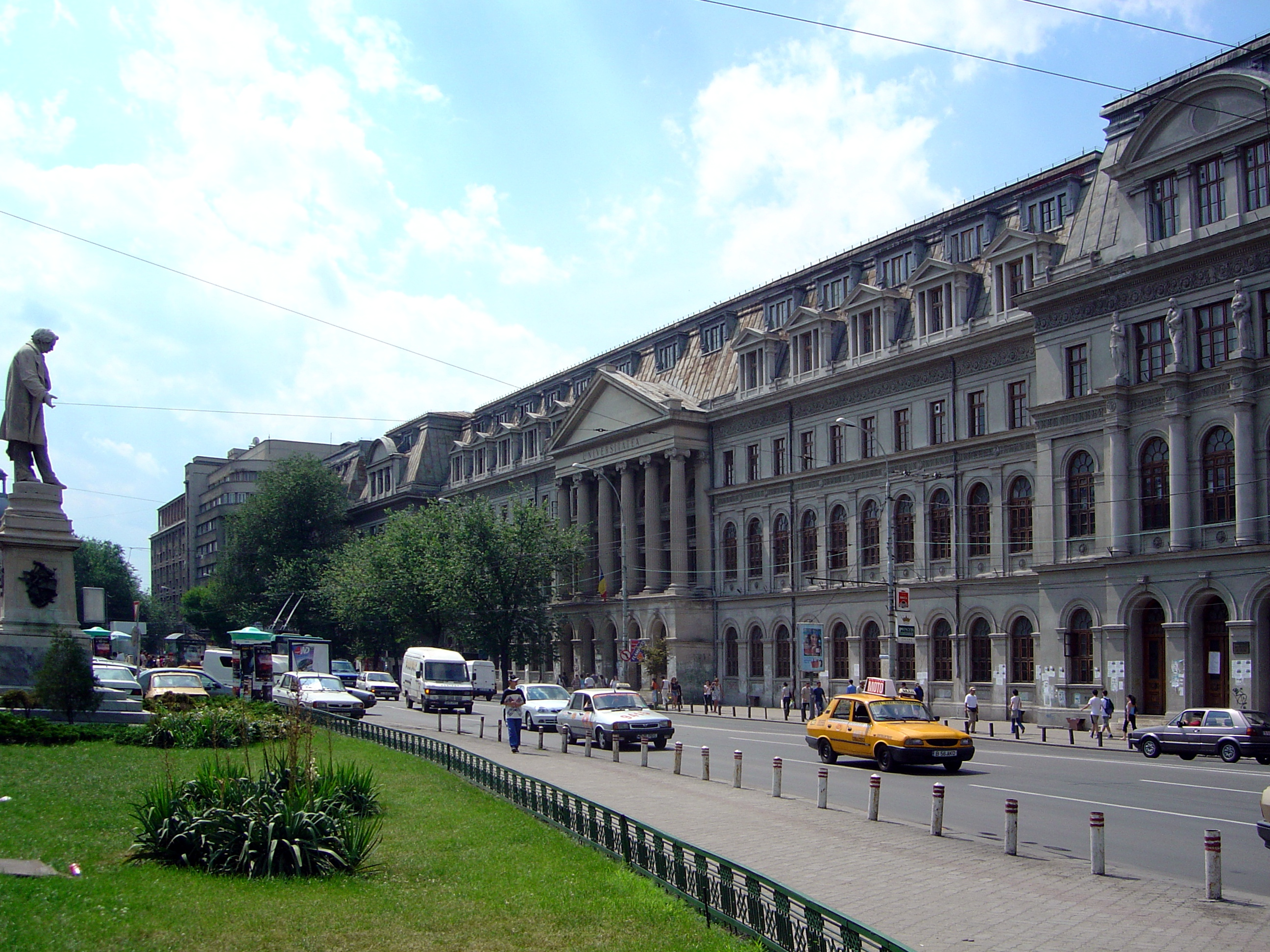
De universiteit gezien vanaf de vier standbeelden

Piața Universității (Plein van de Universiteit) is een plein in Boekarest, tegenover de Universiteit van Boekarest.
Er staan vier standbeelden op het plein, aan de voorkant van de universiteit: Ion Heliade-Rădulescu (1879), Michaël de Dappere (1874), Gheorghe Lazăr (1889) en Spiru Haret (1932).
Dit plein was de plek waar het Golaniad plaatsvond in 1990. Een vredig protest van studenten tegen de communisten van de Roemeense regering dat uitliep in een bloedbad nadat mijnwerkers vanuit het Jiudal werden opgeroepen door Ion Iliescu (ook wel Mineriad genoemd).
Verder kun je het "Ion Luca Caragiale" Boekarest Nationale Theater en het Intercontinental Hotel Boekarest (het hoogste gebouw van Boekarest) vinden aan het plein.